# Mimudea xanthographa
Mimudea xanthographa là một loài bướm đêm trong họ Crambidae.